# Nicolas Kiesa
Nicolas Kiesa, né le 3 mars 1978 à Copenhague au Danemark, est un pilote automobile danois.

## Biographie
Champion de Grande-Bretagne de Formule Ford en 1999, Nicolas Kiesa s'est révélé à l'occasion du championnat international de Formule 3000 2003. Cette année-là, il s'est imposé lors de la manche monégasque à la suite de la gaffe de Björn Wirdheim qui s'était arrêté avant la ligne d'arrivée pour saluer son équipe. En fin de saison, appelé par Minardi en remplacement de Justin Wilson, il dispute également les cinq dernières courses du championnat du monde de Formule 1,. Kiesa fait des débuts appliqués dans la discipline reine et parvient à rejoindre à chaque fois le drapeau à damiers, mais sans laisser entrevoir un potentiel particulier.
Sans volant en 2004, il retrouve la F1 fin 2005 et participe aux essais du vendredi sur la troisième monoplace de l'écurie Jordan à l'occasion des huit dernières manches de la saison. Depuis, Kiesa pilote essentiellement dans les épreuves d'endurance et a aussi fait des apparitions en DTM en 2006.

## Résultats en championnat du monde de Formule 1
| Saison | Écurie                    | Châssis | Moteur       | Pneus       | GP disputés | Points inscrits | Classement |
| ------ | ------------------------- | ------- | ------------ | ----------- | ----------- | --------------- | ---------- |
| 2003   | European Minardi Cosworth | PS03    | Cosworth V10 | Bridgestone | 5           | 0               | 23e        |

| Année | Écurie                    | Châssis      | Moteur       | 1   | 2   | 3   | 4   | 5   | 6   | 7   | 8   | 9   | 10  | 11  | 12     | 13     | 14     | 15     | 16     | 17     | 18  | 19     | Classement | Points |
| ----- | ------------------------- | ------------ | ------------ | --- | --- | --- | --- | --- | --- | --- | --- | --- | --- | --- | ------ | ------ | ------ | ------ | ------ | ------ | --- | ------ | ---------- | ------ |
| 2003  | European Minardi Cosworth | Minardi PS03 | Cosworth V10 | AUS | MAL | BRA | SMR | ESP | AUT | MON | CAN | EUR | FRA | GBR | GER 12 | HUN 13 | ITA 12 | USA 11 | JPN 16 |        |     |        | 23e        | 0      |
| 2005  | Jordan Grand Prix         | Jordan EJ15  | Toyota V10   | AUS | MAL | BHR | SMR | ESP | MON | EUR | CAN | USA | FRA | GBR | GER TD | HUN TD | TUR TD | ITA TD | BEL TD |        |     |        | -          | -      |
| 2005  | Jordan Grand Prix         | Jordan EJ15B | Toyota V10   |     |     |     |     |     |     |     |     |     |     |     |        |        |        |        |        | BRA TD | JPN | CHN TD | -          | -      |

## Résultats en DTM
| Année | Voiture        | Équipe        | Courses disputés | Victoires | Pole positions | Podiums | Records du tour | Points inscrits | Classement |
| ----- | -------------- | ------------- | ---------------- | --------- | -------------- | ------- | --------------- | --------------- | ---------- |
| 2006  | Audi A4 DTM 04 | Futurecom TME | 3                | 0         | 0              | 0       | 0               | 0               | n.c        |